# Elecciones al Parlamento Europeo de 2019 (República Checa)
Las elecciones al Parlamento Europeo de 2019 en República Checa tuvieron lugar entre el 24 y 25 de mayo de ese año,  con el propósito de escoger a los 21 eurodiputados checos de la novena legislatura del Parlamento Europeo.
Los eurodiputados checos son elegidos por representación proporcional en una sola circunscripción a nivel nacional. Los escaños se distribuyen entre las listas que superan el umbral del 5 % de los votos emitidos según el método d'Hondt.

## Resultados

Resultados por distrito: azul oscuro – ANO, morado – STAN+TOP09, azul claro – ODS

| Lista          | Lista                                                              | Grupo          | Votos     | %     | Escaños |
| -------------- | ------------------------------------------------------------------ | -------------- | --------- | ----- | ------- |
|                | ANO 2011                                                           | ALDE           | 502.343   | 21,19 | 6       |
|                | Partido Democrático Cívico (ODS)                                   | ECR            | 344.885   | 14,55 | 4       |
|                | Partido Pirata Checo (CPS)                                         |                | 330.844   | 13,96 | 3       |
|                | TOP 09                                                             | PPE            | 276.220   | 11,65 | 2       |
|                | Alcaldes e independientes (STAN)                                   | PPE            | 276.220   | 11,65 | 1       |
|                | Libertad y Democracia Directa (SPD)                                | ID             | 216.718   | 9,14  | 2       |
|                | Unión Cristiana y Demócrata-Partido Popular Checoslovaco (KDU-ČSL) | PPE            | 171.723   | 7,24  | 2       |
|                | Partido Comunista de Bohemia y Moravia (KSČM)                      | GUE/NGL        | 164.624   | 6,94  | 1       |
|                | Partido Socialdemócrata Checo (ČSSD)                               | S&D            | 93.664    | 3,95  | -       |
|                | Voz (Hlas)                                                         | -              | 56.449    | 2,38  | -       |
|                | Si, vamos a trollear al Parlamento Europeo (EU TROLL)              | -              | 37.046    | 1,56  | -       |
|                | Científicos por la República Checa                                 | -              | 19.492    | 0,82  | -       |
|                | Democracia Nacional - Partido del Sentido Común (ND-SZR)           | -              | 18.715    | 0,79  | -       |
|                | Partido de los Ciudadanos Libres (Svobodní)                        | -              | 15.492    | 0,65  | -       |
|                | Partido Democrático de los Verdes (DSZ)                            | -              | 14.339    | 0,60  | -       |
|                | Europa Junta                                                       | -              | 12.587    | 0,53  | -       |
|                | Alternativa por la República Checa 2017                            | -              | 11.729    | 0,49  | -       |
| Otros partidos | Otros partidos                                                     | Otros partidos | 83.895    | 3,54  | -       |
| Total          | Total                                                              | Total          | 2.370.765 | 100   | 21      |